# Arif Aiman Hanapi
Arif Aiman bin Mohd Hanapi (Kuantan, 4 maggio 2002) è un calciatore malaysiano, attaccante dello Johor Darul Ta'zim e della Nazionale malaysiana.

## Caratteristiche tecniche
È un'ala.

## Carriera

### Club
Cresciuto nelle file di Mokhtar Dahari Academy e Johor Darul Ta'zim, nel 2020 è stato inserito nella rosa della prima squadra dello Johor Darul Ta'zim.

### Nazionale
Ha debuttato in Nazionale il 23 maggio 2021, nell'amichevole Kuwait-Malaysia (4-1), subentrando a Nor Azam Azih al minuto 46. Ha messo a segno la sua prima rete con la selezione malaysiana il 14 giugno 2023, nell'amichevole Malaysia-Isole Salomone (4-1), siglando il gol del momentaneo 2-1 al minuto 47 del primo tempo. Ha partecipato, con la selezione malaysiana, alla AFF Cup 2020 e alla Coppa d'Asia 2023. È sceso in campo, inoltre, nelle qualificazioni ai Mondiali 2022 e 2026, oltre che nelle qualificazioni alla Coppa d'Asia 2023.

## Statistiche

### Cronologia presenze e reti in nazionale
Statistiche aggiornate al 18 dicembre 2024.

| Cronologia completa delle presenze e delle reti in nazionale ― Malaysia | Cronologia completa delle presenze e delle reti in nazionale ― Malaysia | Cronologia completa delle presenze e delle reti in nazionale ― Malaysia | Cronologia completa delle presenze e delle reti in nazionale ― Malaysia | Cronologia completa delle presenze e delle reti in nazionale ― Malaysia | Cronologia completa delle presenze e delle reti in nazionale ― Malaysia | Cronologia completa delle presenze e delle reti in nazionale ― Malaysia | Cronologia completa delle presenze e delle reti in nazionale ― Malaysia |
| Data                                                                    | Città                                                                   | In casa                                                                 | Risultato                                                               | Ospiti                                                                  | Competizione                                                            | Reti                                                                    | Note                                                                    |
| ----------------------------------------------------------------------- | ----------------------------------------------------------------------- | ----------------------------------------------------------------------- | ----------------------------------------------------------------------- | ----------------------------------------------------------------------- | ----------------------------------------------------------------------- | ----------------------------------------------------------------------- | ----------------------------------------------------------------------- |
| 23-5-2021                                                               | Dubai                                                                   | Kuwait                                                                  | 4 – 1                                                                   | Malaysia                                                                | Amichevole                                                              | -                                                                       | 46’                                                                     |
| 28-5-2021                                                               | Riffa                                                                   | Bahrein                                                                 | 2 – 0                                                                   | Malaysia                                                                | Amichevole                                                              | -                                                                       | 81’                                                                     |
| 11-6-2021                                                               | Dubai                                                                   | Malaysia                                                                | 1 – 2                                                                   | Vietnam                                                                 | Qual. Mondiali 2022                                                     | -                                                                       | 61’ 90+1’                                                               |
| 15-6-2021                                                               | Dubai                                                                   | Thailandia                                                              | 0 – 1                                                                   | Malaysia                                                                | Qual. Mondiali 2022                                                     | -                                                                       | 46’                                                                     |
| 6-12-2021                                                               | Singapore                                                               | Cambogia                                                                | 1 – 3                                                                   | Malaysia                                                                | AFF Cup 2020 - Gironi                                                   | -                                                                       | 75’                                                                     |
| 9-12-2021                                                               | Singapore                                                               | Malaysia                                                                | 4 – 0                                                                   | Laos                                                                    | AFF Cup 2020 - Gironi                                                   | -                                                                       | 77’                                                                     |
| 12-12-2021                                                              | Singapore                                                               | Vietnam                                                                 | 3 – 0                                                                   | Malaysia                                                                | AFF Cup 2020 - Gironi                                                   | -                                                                       |                                                                         |
| 19-12-2021                                                              | Singapore                                                               | Malaysia                                                                | 1 – 4                                                                   | Indonesia                                                               | AFF Cup 2020 - Gironi                                                   | -                                                                       | 60’                                                                     |
| 23-3-2022                                                               | Singapore                                                               | Malaysia                                                                | 2 – 0                                                                   | Filippine                                                               | Amichevole                                                              | -                                                                       | 81’                                                                     |
| 26-3-2022                                                               | Singapore                                                               | Singapore                                                               | 2 – 1                                                                   | Malaysia                                                                | Amichevole                                                              | -                                                                       | 66’                                                                     |
| 1-6-2022                                                                | Kuala Lumpur                                                            | Malaysia                                                                | 2 – 0                                                                   | Hong Kong                                                               | Amichevole                                                              | -                                                                       | 76’                                                                     |
| 8-6-2022                                                                | Kuala Lumpur                                                            | Malaysia                                                                | 3 – 1                                                                   | Turkmenistan                                                            | Qual. Coppa d'Asia 2023                                                 | -                                                                       | 74’                                                                     |
| 11-6-2022                                                               | Kuala Lumpur                                                            | Malaysia                                                                | 1 – 2                                                                   | Bahrein                                                                 | Qual. Coppa d'Asia 2023                                                 | -                                                                       | 60’                                                                     |
| 14-6-2022                                                               | Kuala Lumpur                                                            | Malaysia                                                                | 4 – 1                                                                   | Bangladesh                                                              | Qual. Coppa d'Asia 2023                                                 | -                                                                       |                                                                         |
| 22-9-2022                                                               | Chiang Mai                                                              | Thailandia                                                              | 1 – 1 (3 - 5 dtr)                                                       | Malaysia                                                                | Amichevole                                                              | -                                                                       | 79’                                                                     |
| 25-9-2022                                                               | Chiang Mai                                                              | Malaysia                                                                | 0 – 0 (0 - 3 dtr)                                                       | Tagikistan                                                              | Amichevole                                                              | -                                                                       | 65’                                                                     |
| 14-6-2023                                                               | Gong Badak                                                              | Malaysia                                                                | 4 – 1                                                                   | Isole Salomone                                                          | Amichevole                                                              | 1                                                                       | 64’                                                                     |
| 20-6-2023                                                               | Gong Badak                                                              | Malaysia                                                                | 10 – 0                                                                  | Papua Nuova Guinea                                                      | Amichevole                                                              | 4                                                                       | 46’                                                                     |
| 6-9-2023                                                                | Chengdu                                                                 | Siria                                                                   | 2 – 2                                                                   | Malaysia                                                                | Amichevole                                                              | -                                                                       | 38’ 46’                                                                 |
| 9-9-2023                                                                | Chengdu                                                                 | Cina                                                                    | 1 – 1                                                                   | Malaysia                                                                | Amichevole                                                              | -                                                                       | 46’                                                                     |
| 13-10-2023                                                              | Kuala Lumpur                                                            | Malaysia                                                                | 4 – 2                                                                   | India                                                                   | Amichevole                                                              | 1                                                                       | 75’ 82’                                                                 |
| 17-10-2023                                                              | Kuala Lumpur                                                            | Malaysia                                                                | 0 – 2                                                                   | Tagikistan                                                              | Amichevole                                                              | -                                                                       |                                                                         |
| 16-11-2023                                                              | Kuala Lumpur                                                            | Malaysia                                                                | 4 – 3                                                                   | Kirghizistan                                                            | Qual. Mondiali 2026                                                     | -                                                                       | 19’                                                                     |
| 21-11-2023                                                              | Taipei                                                                  | Taiwan                                                                  | 0 – 1                                                                   | Malaysia                                                                | Qual. Mondiali 2026                                                     | -                                                                       |                                                                         |
| 8-1-2024                                                                | Doha                                                                    | Siria                                                                   | 2 – 2                                                                   | Malaysia                                                                | Amichevole                                                              | 1                                                                       |                                                                         |
| 15-1-2024                                                               | Al Wakrah                                                               | Malaysia                                                                | 0 – 4                                                                   | Giordania                                                               | Coppa d'Asia 2023 - Gironi                                              | -                                                                       | 63’                                                                     |
| 20-1-2024                                                               | Doha                                                                    | Bahrein                                                                 | 1 – 0                                                                   | Malaysia                                                                | Coppa d'Asia 2023 - Gironi                                              | -                                                                       | 75’                                                                     |
| 25-1-2024                                                               | Al Wakrah                                                               | Corea del Sud                                                           | 3 – 3                                                                   | Malaysia                                                                | Coppa d'Asia 2023 - Gironi                                              | 1                                                                       | 84’                                                                     |
| 21-3-2024                                                               | Mascate                                                                 | Oman                                                                    | 2 – 0                                                                   | Malaysia                                                                | Qual. Mondiali 2026                                                     | -                                                                       |                                                                         |
| 26-3-2024                                                               | Kuala Lumpur                                                            | Malaysia                                                                | 0 – 2                                                                   | Oman                                                                    | Qual. Mondiali 2026                                                     | -                                                                       |                                                                         |
| 4-9-2024                                                                | Kuala Lumpur                                                            | Malaysia                                                                | 2 – 1                                                                   | Filippine                                                               | Amichevole                                                              | -                                                                       | 83’                                                                     |
| 8-9-2024                                                                | Kuala Lumpur                                                            | Malaysia                                                                | 1 – 0                                                                   | Libano                                                                  | Amichevole                                                              | -                                                                       |                                                                         |
| 14-10-2024                                                              | Auckland                                                                | Nuova Zelanda                                                           | 4 – 0                                                                   | Malaysia                                                                | Amichevole                                                              | -                                                                       | 71’                                                                     |
| 14-11-2024                                                              | Bangkok                                                                 | Laos                                                                    | 1 – 3                                                                   | Malaysia                                                                | Amichevole                                                              | -                                                                       |                                                                         |
| 25-3-2025                                                               | Iskandar Puteri                                                         | Malaysia                                                                | 2 – 0                                                                   | Nepal                                                                   | Qual. Coppa d'Asia 2027                                                 | -                                                                       |                                                                         |
| 29-5-2025                                                               | Kuala Lumpur                                                            | Malaysia                                                                | 1 – 1                                                                   | Capo Verde                                                              | Amichevole                                                              | -                                                                       |                                                                         |
| Totale                                                                  |                                                                         | Presenze                                                                | 36                                                                      |                                                                         | Reti                                                                    | 8                                                                       |                                                                         |

## Palmarès

### Club

#### Competizioni nazionali
- Liga Super: 5

Johor: 2020, 2021, 2022, 2023, 2024-2025
- Coppa della Malaysia: 3

Johor: 2022, 2023, 2024-2025
- Malaysia FA Cup: 3

Johor: 2022, 2023, 2024
- Piala Sumbangsih: 5

Johor: 2020, 2021, 2022, 2023, 2024

### Individuale
- Most Valuable Player (MVP) della Liga Super: 3

2021, 2022, 2023
- Miglior attaccante della Liga Super: 3

2021, 2022, 2023
- Miglior giovane calciatore della Liga Super: 3

2021, 2022, 2023
- Capocannoniere della Malaysia FA Cup 2023 (4 gol)